# Erdre-en-Anjou
Erdre-en-Anjou est une commune française située dans le département de Maine-et-Loire, en région Pays de la Loire, créée le 28 décembre 2015,.

## Géographie

### Communes limitrophes
| Chazé-sur-Argos     | Segré-en-Anjou Bleu | Le Lion-d'Angers                              |
| Angrie              | Erdre-en-Anjou      | Grez-Neuville                                 |
| Val d'Erdre-Auxence | Bécon-les-Granits   | Longuenée-en-Anjou, Saint-Clément-de-la-Place |

### Climat
Pour des articles plus généraux, voir Climat des Pays de la Loire et Climat de Maine-et-Loire.
En 2010, le climat de la commune est de type climat océanique altéré, selon une étude du CNRS s'appuyant sur une série de données couvrant la période 1971-2000. En 2020, Météo-France publie une typologie des climats de la France métropolitaine dans laquelle la commune est exposée à un climat océanique et est dans une zone de transition entre les régions climatiques « Bretagne orientale et méridionale, Pays nantais, Vendée » et « Moyenne vallée de la Loire ».
Pour la période 1971-2000, la température annuelle moyenne est de 11,9 °C, avec une amplitude thermique annuelle de 14,1 °C. Le cumul annuel moyen de précipitations est de 689 mm, avec 11,7 jours de précipitations en janvier et 6,4 jours en juillet. Pour la période 1991-2020, la température moyenne annuelle observée sur la station météorologique de Météo-France la plus proche, « Segré_sapc », sur la commune de Segré-en-Anjou Bleu à 10 km à vol d'oiseau, est de 12,8 °C et le cumul annuel moyen de précipitations est de 704,6 mm,. Pour l'avenir, les paramètres climatiques de la commune estimés pour 2050 selon différents scénarios d'émission de gaz à effet de serre sont consultables sur un site dédié publié par Météo-France en novembre 2022.

## Urbanisme

### Typologie
Au 1er janvier 2024, Erdre-en-Anjou est catégorisée bourg rural, selon la nouvelle grille communale de densité à sept niveaux définie par l'Insee en 2022.
Elle est située hors unité urbaine. Par ailleurs la commune fait partie de l'aire d'attraction d'Angers, dont elle est une commune de la couronne,. Cette aire, qui regroupe 81 communes, est catégorisée dans les aires de 200 000 à moins de 700 000 habitants,.

## Toponymie
Le nom de la commune a été choisi en référence à l'Erdre, qui prend sa source sur le territoire de La Pouëze, dans l'étang du Clairet,.

## Histoire
Elle est issue du regroupement des quatre communes de Brain-sur-Longuenée, Gené, La Pouëze et Vern-d'Anjou qui deviennent des communes déléguées. Son chef-lieu est fixé au chef-lieu de l'ancienne commune de Vern-d'Anjou. À compter du 31 décembre 2015, elle est rattachée à la Communauté de communes de la région du Lion-d'Angers, puis à la Communauté de communes des Vallées du Haut-Anjou au 1er janvier 2017.

## Politique et administration

### Administration municipale
| Période          | Période                     | Identité           | Étiquette                         | Qualité |
| ---------------- | --------------------------- | ------------------ | --------------------------------- | --- |
| 28 décembre 2015 | 27 mai 2020                 | Laurent Todeschini | LDIV                              | Ergonome et ancien maire de Brain-sur-Longuenée                                                                                |
| 28 mai 2020      | 17 octobre 2020             | Yamina Riou        | LDIV                              | Cadre de mutuelle de santé |
| 18 octobre 2020  | 15 avril 2021               | Hubert Meslet      | Fonctionnaire non élu, mais nommé | Président de la délégation spéciale nommée par la préfecture, tutelle, en raison de l'annulation des élections du 15 mars 2020 |
| 15 avril 2021    | En cours (au 16 avril 2021) | Yamina Riou        | LDIV                              | Cadre de mutuelle de santé |

### Communes déléguées
En 2015, les maires des anciennes communes avaient été élus maires délégués de celles-ci sauf à Brain-sur-Longuenée où un nouveau maire délégué avait été élu.
| Nom                   | Code Insee | Intercommunalité                 | Superficie (km2) | Population (dernière pop. légale) | Densité (hab./km2) |
| --------------------- | ---------- | -------------------------------- | ---------------- | --------------------------------- | ------------------ |
| Vern-d'Anjou (siège)  | 49367      | CC de la Région du Lion d'Angers | 36,11            | 2 317 (2013)                      | 64                 |
| Brain-sur-Longuenée   | 49043      | CC de la Région du Lion d'Angers | 22,43            | 963 (2013)                        | 43                 |
| Gené (Maine-et-Loire) | 49148      | CC de la Région du Lion d'Angers | 9,25             | 455 (2013)                        | 49                 |
| La Pouëze             | 49249      | CC de la Région du Lion d'Angers | 22,15            | 1 913 (2013)                      | 86                 |

À partir de 2020, de nouveaux maires délégués ont été élus par le conseil municipal pour toutes les anciennes communes.

## Population et société

### Démographie
L'évolution du nombre d'habitants est connue à travers les recensements de la population effectués dans la commune depuis sa création.

En 2022, la commune comptait 5 784 habitants, en évolution de +0,59 % par rapport à 2016 (Maine-et-Loire : +2,12 %, France hors Mayotte : +2,11 %).
| 2014  | 2019  | 2022  |
| ----- | ----- | ----- |
| 5 691 | 5 739 | 5 784 |

## Culture locale et patrimoine

### Lieux et monuments
- Église Saint-Didier de Brain-sur-Longuenée.
- Chapelle Sainte-Émérance de La Pouëze.